# Santa Ana, Ixmiquilpan
Santa Ana är en ort i Mexiko.   Den ligger i kommunen Ixmiquilpan och delstaten Hidalgo, i den sydöstra delen av landet, 120 km norr om huvudstaden Mexico City. Santa Ana ligger 1 710 meter över havet och antalet invånare är 114.
Terrängen runt Santa Ana är kuperad åt sydväst, men åt nordost är den platt. Runt Santa Ana är det ganska tätbefolkat, med 96 invånare per kvadratkilometer. Närmaste större samhälle är Ixmiquilpan, 2,4 km öster om Santa Ana. Trakten runt Santa Ana består till största delen av jordbruksmark.